# Prøvestenen
För andra betydelser, se Prøvestenen, Grönland.

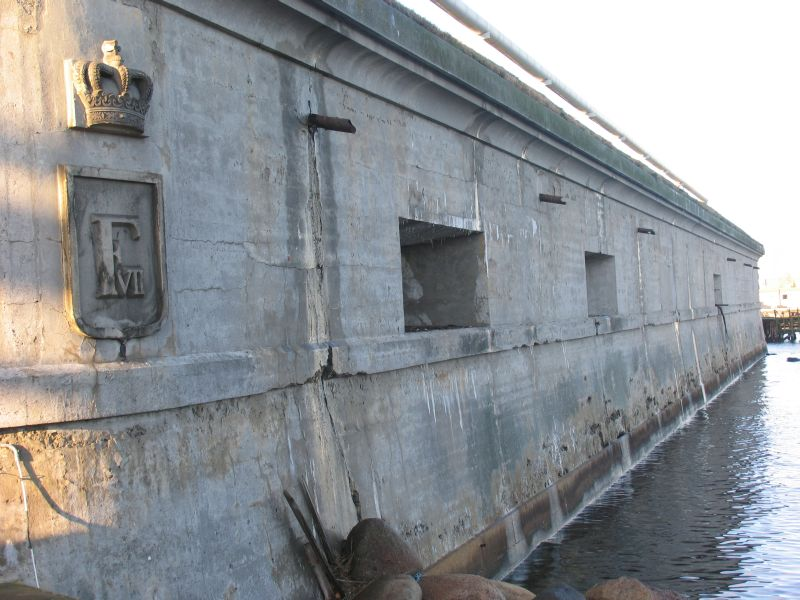
Prøvestensfortet, fasad mot Öresund.

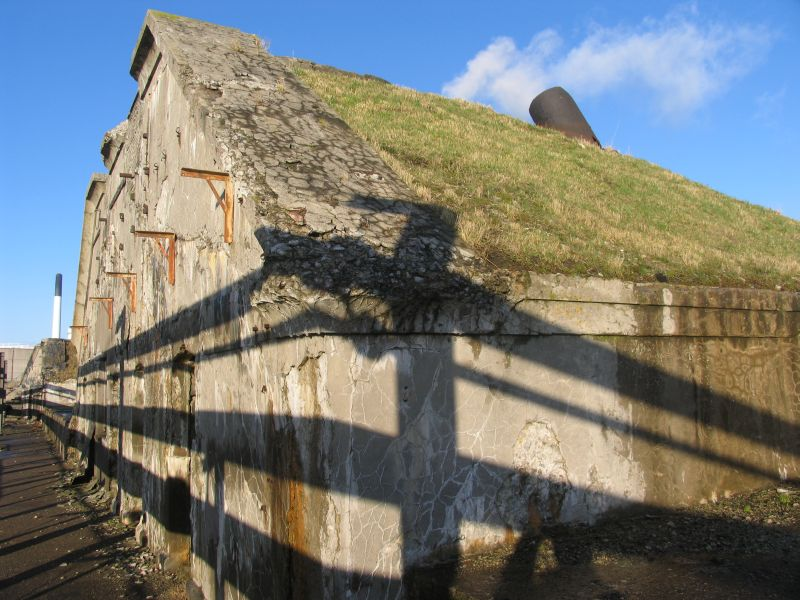
Prøvestensfortet, gångväg med magasin och manskapsutrymmen.

Prøvestenen är en konstgjord ö öster om Amager i Köpenhamn. På ön finns ett fort, som ursprungligen var avsett att skydda Köpenhamns inseglingsränna, en mängd oljecisterner och några vindkraftverk.
Prøvestenens historia började 1713, då det beslutades att uppföra en sjöbefästning. Flytdockan "Prøvestenen" sänktes för att fungera som försvarsanläggning. Konstruktionen förföll och först 1859-1863 byggdes en konstgjord ö med en befästning, ritad av Ferdinand Meldahl. Tillsammans med Mellemfortet är fortet Danmarks äldsta konstruktion i betong. Själva ön skapades genom att några uttjänta linjeskepp sattes på grund.
Prøvestenen avvecklades som forsvarsanläggning 1922, och Prøvestensfortet köptes av den danska flottan. Det blev därefter ombyggt till lager för olja och bensin. Köpenhamns hamnförvaltning tog över den nedlagda befästningen 1933.
Prøvestenen är numera Köpenhamns oljehamn, men efter oljekrisen på 1970-talet och utvinningen av olja i Nordsjön har distributionen ändrats radikalt, och det finns inte längre behov av alla de stora tankanläggningarna.
Fredagen den 18 januari 2008 skedde ett stort oljeutsläpp från Prøvestenen, där uppskattningsvis flera hundra tusen liter olja rann ut i Öresund. Mycket kunde samlas upp, men en del flöt iland längs kusten mellan Landskrona och Helsingborg.